# Franko von Wettringen
Franko von Wettringen (* im 12. Jahrhundert; † 1203) war Domdechant und Domherr in Münster.

## Leben

### Herkunft und Familie
Franko von Wettringen entstammte dem Geschlecht der Edelherren von Wettringen. Nachdem seine Brüder kinderlos verstorben waren, erbte er 1178 den elterlichen Besitz, den er an geistliche Einrichtungen vermachte. Das Stift Asbeck, in dem sein Bruder begraben lag, wurde mit der Kurie Ebbinghoff im Kirchspiel Schöppingen bedacht. Der St.-Ludgeri-Kirche in Münster wurden alle seine Güter im Kirchspiel Emsdetten zugewiesen.
Die Klosterkirche der Augustinerschwestern in Langenhorst, die von Franko gegründet worden war, erhielt die Hauptmasse der Güter.

### Wirken
Franko findet 1155 als letzter von sieben Domherren urkundliche Erwähnung. 1169 wurde er Domkellner. In dieser Funktion war er für die Wirtschaftsführung des Domkapitels verantwortlich. Ein Jahr später wurde er zum Vizedominus ernannt. Damit war er der Vertreter des Landesherrn. 1190 tritt er als Domdechant auf und stand dem Domkapitel nach innen vor. Er übte dieses Amt bis 1196 aus. In diesem Jahr zog er sich in das Kloster Langenhorst zurück, wo er 1203 verstarb. Tietmarus wurde sein Nachfolger.

## Sonstiges
Bischof Ludwig, mit dem Franko freundschaftlich eng verbunden war, setzte ihm in Langenhorst schon zu Lebzeiten eine Gedenkplatte.